# Scopula ambiguiceps
Scopula ambiguiceps là một loài bướm đêm trong họ Geometridae.